# Folwark (Mszanna-Kolonia)
Folwark – część wsi Mszanna-Kolonia w Polsce, położona w województwie lubelskim, w powiecie włodawskim, w gminie Wola Uhruska.
W latach 1975–1998 Folwark administracyjnie należał do województwa chełmskiego.
Folwark należy do rzymskokatolickiej parafii Ducha Świętego w Woli Uhruskiej.